# Phare de Punta Panul
Le phare de Punta Panul (en espagnol : Faro Punta Panul) est un phare actif situé à 7 km au nord du port de San Antonio (Province de San Antonio), dans la Région de Valparaíso au Chili.
Il est géré par le Service hydrographique et océanographique de la marine chilienne dépendant de la Marine chilienne.

## Histoire
Ce phare a été mis en service en 1924, sur le promontoire abrupte de Punta Panul. La maison du gardien d'un étage, blanche avec un toit vert, est toujours dotée de personnel. Sa lumière a été améliorée avec une lampe plus puissante au xénon en 1999. Cette station dispose d'une station météorologique et de radiotéléphonie.

## Description
Le phare  est une tour octogonale en béton avec une galerie et une lanterne circulaire de 9,5 m de haut. La tour est peinte en blanc avec des bandes rouges  et la lanterne est rouge au dôme blanc. Il émet, à une hauteur focale de 89 m, un bref éclat blanc de 0.2 seconde par période de 10 secondes. Sa portée est de 32 milles nautiques (environ 60 km).
Il possède un signal de brouillard émettant 2 blasts par période de 30 secondes.
Identifiant : ARLHS : CHI-073 - Amirauté : G1857 - NGA : 111-1284 .

## Caractéristique dufeu maritime
Fréquence : 10 secondes (W)
- Lumière : 0.2 seconde
- Obscurité : 9.8 secondes

|                     |
| Port de San Antonio |

|          |
| Le phare |

### Lien connexe
- Liste des phares du Chili